# Ferenc Farkas
Ferenc Farkas (Nagykanizsa, 15 dicembre 1905 – Budapest, 10 ottobre 2000) è stato un compositore ungherese.

## Biografia
Farkas compì gli studi musicali all'accademia di musica di Budapest tra il 1922 e il 1927 con Leó Weiner e Albert Siklòs. Si perfezionò in seguito a Roma con Ottorino Respighi tra il 1929 e il 1931; ebbe modo di visitare molti paesi ma successivamente, dopo aver risieduto per diversi anni all'estero, egli insegnò nel paese d'origine. Nel 1949 divenne docente di composizione all'accademia Franz Liszt di Budapest, incarico che ricoprì fino al pensionamento, avvenuto nel 1975: tra gli allievi vanno ricordati György Ligeti, György Kurtág, Attila Bozay e Zsolt Durkó. Nel 1979 vinse il Premio Herder. Nel 1984 è stato nominato Cavaliere al Merito della Repubblica Italiana.

## Stile
Nella sua lunga carriera, Farkas ebbe modo di comporre pagine per i generi più disparati, più di 700. Il suo stile è sarcastico, melodico e di taglio classico, anche se in più di un'occasione egli impiegò la dodecafonia; personalità di cultura cosmopolita, egli attinge tanto al patrimonio della civiltà strumentale italiana quanto alle radici della musica popolare ungherese, conciliando modernità e tradizione. Nel suo amplissimo catalogo, che ricorda, quanto a prolificità, quelli di Heitor Villa-Lobos e Gian Francesco Malipiero, ricordiamo almeno:
- L'armadio magico, opera in 2 atti
- Concertino all'antica per violoncello e orchestra
- Concertino rustico per corno delle Alpi e orchestra
- Partita all'ungaresca per orchestra d'archi
- Romeo e Giulietta musiche di scena per il dramma di William Shakespeare
- Contrafacta hungarica per ottetto di fiati
- Antiche danze ungheresi per quartetto di clarinetti
- Sei pezzi brevi per chitarra
- Sonata romantica per fagotto e pianoforte
- Rappresentazione natalizia di Köröshegy per narratore, coro misto, organo e 6 strumenti
- Buccinata per trombone
- Népszonatina per contrabbasso
- Négy darab (Quattro Pezzi) per contrabbasso

## Filmografia
- Viva la vita (Sonnenstrahl), regia di Pál Fejös (1933)
- Pacsirta, regia di László Ranódy (1963)